# Okular
Okular — универсальное приложение для просмотра документов графической среды KDE. Оно является преемником KPDF, а также призвано заменить KGhostView, KFax, KFaxview, KDVI в KDE версии 4, чтобы добиться универсальности при просмотре различных форматов. Позволяет подключать дополнительные модули, за счёт чего расширять список поддерживаемых форматов файлов.

## Разработчик
Разработку Okular начал Пётр Шиманский (Piotr Szymanski) на Google Summer of Code в 2005 году.

## Форматы
Функция заметок Okular позволяет добавлять комментарии в PDF-документы, подсвечивать текст и рисовать линии, геометрические фигуры, добавлять надписи и штампы. Заметки могут храниться отдельно от неизменённого PDF-файла либо могут быть сохранены в документ как стандартные PDF-заметки.
Текст может быть извлечён в текстовый файл. Возможно выделить часть документа и скопировать текст или изображения в буфер обмена. Другие функции включают прочтение текста вслух через Jovie, обрезание границ белых страниц и сохранение закладок.

### Поддерживаемые форматы файлов
- PDF с помощью Poppler
- DjVu с помощью DjVuLibre
- PostScript с помощью libgs
- TIFF с помощью LibTIFF
- HTMLHelp (CHM) с помощью libCHM
- DVI (TeX)
- XPS
- OpenDocument (ODF)
- FictionBook
- ComicBook (например CBR)
- Epub с помощью ebook tools
- JPEG, PNG, GIF и ряд других растровых форматов

По умолчанию официальная версия Okular подчиняется ограничением DRM, которые могут запрещать копирование, печать или конвертацию некоторых PDF-файлов. Однако, это можно отключить, сняв в настройках флаг «Подчиняться ограничениям DRM».